# Mihaela Smedescu
Mihaela Andreea Băbeanu (n. Smedescu, 1 martie 1986, la Slatina) este o jucătoare profesionistă de handbal din România care evoluează pe postul de portar pentru echipa HCM Râmnicu Vâlcea. Din anul 2012 până în anul 2014, ea a jucat la clubul HCM Baia Mare, unde a fost împrumutată pentru un sezon de clubul său din acea vreme, Oltchim Râmnicu-Vâlcea. În 2013, ea s-a legitimat la HCM Baia Mare. În vara anului 2014, Băbeanu și HCM Baia Mare au reziliat contractul de comun acord.
În data de 11 iulie 2014, Mihaela Băbeanu a semnat o înțelegere pe două sezoane cu HCM Râmnicu Vâlcea.
Mihaela Băbeanu a fost în trecut și componentă a echipei naționale de handbal a României.